# 小倉加代
小倉 加代（おぐら かよ、1960年7月13日 - ）は、日本の女優。芸名は波島 花予→波島かよ（なみしま かよ）。東京都出身。血液型はO型。オスカープロモーション所属。

## 来歴
父は往年の大スター波島進。母の川口節子も女優だったため、幼少期には親子3人で共演したことがある。大学卒業後の1984年に女優業を始めたが、ロケの寒いのが苦手だったためわずか3年で芸能界を引退する。
2014年3月25日放送の『開運!なんでも鑑定団』にて、一般の依頼人として約27年ぶりに顔を見せた。その際、1995年に父が亡くなったことや、母は健在であることを明かした。このテレビ出演以降、芸能活動を再開している。英会話が堪能であるためエスコート通訳の仕事を請け負うことがある。

## 人物
特技：日本舞踊（坂本流名取）、華道（池坊）、和太鼓、英語・英会話
資格：ケンブリッジ英語検定（Cambridge English Qualifications）First Certificate、宅地建物取引士

## 出演

### テレビドラマ
- 大奥 第47話「年上の佳人」（1984年、CX / 関西テレビ・東映）
- 暴れん坊将軍II（ANB / 東映）
  - 第27話「鬼退治! 雨のオランダ屋敷」（1983年）- お若
  - 第65話「男無用ぬ組の喧嘩」（1984年） - お玉
  - 第97話「あゝ憎まれて五十年」（1985年） - 第188話「しばし名残の二人旅」（1987年） - 加納家の女中・お末　※準レギュラー
- 時代劇スペシャル「どくろ銭」（1984年、フジテレビ）
- 木曜ゴールデンドラマ「あなたに似た子」（1985年、日本テレビ）
- 土曜ワイド劇場（ANB）
  - 「東北新幹線殺人事件」（1984年）
  - 「寝台特急「北陸」殺人事件」（1985年）
- 刑事物語'85（1985年、日本テレビ）
- 忠臣蔵（1985年、NTV / ユニオン映画） - 毛利るい
- 若大将天下ご免!（1987年、ANB / 東映） - お若
- 警視庁機動捜査隊216 第6作「絶てない鎖」（2016年、TBS） - 島崎貴子
- 赤かぶ検事奪戦記6（2016年、TBS） - 清水敦子
- 大岡越前4（2013年、NHK BSプレミアム）

### 映画
- 君は風のように（1984年）